# Beho
Beho (Duits: Bocholz, Waals: Buhô, Luxemburgs: Bo(u)kels) is een deelgemeente van Gouvy in de Waalse provincie Luxemburg, België, op de grens met de Duitstalige Gemeenschap en het Groothertogdom Luxemburg en de Eifel en de Ardennen.
Naast Beho bestaat de deelgemeente uit de dorpen Deiffelt, Ourthe (Duits: Urt) en Wathermal (Watermal).

## Geschiedenis
In Beho wordt van oudsher Luxemburgs gesproken, maar het hoort sinds 1830 bij België, toen bij de Provincie Luik. In 1839 werden de grenzen van Nederland, België en het "nieuwe Groothertogdom" vastgesteld volgens het Verdrag van 24 artikelen. Voor de grens tussen België (provincie Luxemburg) en het "nieuwe Groothertogdom" werd het principe vastgelegd dat deze de grens zou volgen tussen de Waalse dialecten in het westen en het Luxemburgs in het oosten. De regio Beho, waar de bevolking voornamelijk een Germaans dialect sprak, werd niet onderworpen aan dit taalkundige criterium vanwege een gebrek aan informatie over de situatie ter plaatse. Hierdoor zal Beho, dat tot het Groothertogdom Luxemburg had moeten behoren, deel gaan uitmaken van België (Provincie Luxemburg).
Als geïsoleerd dorp met een Germaanse taal binnen Wallonië, volgde een verfransing en bij de talentelling van 1930 gaf de meerderheid van bevolking aan Frans te spreken.
Niettemin was de gemeente samen met de Oostkantons tussen 1940 een 1944 door het Duitse Rijk geannexeerd.
Bij de vastlegging van de taalgrens in 1962 werd de gemeente niet bij het Duitse taalgebied en de Duitstalige Gemeenschap ingedeeld. Weinigen spreken er tegenwoordig nog Luxemburgs of Duits.
Tot 1977 was Beho een zelfstandige gemeente, waartoe ook het dorp Commanster (thans gemeente Vielsalm) behoorde. In Commanster wordt Waals en Frans gesproken.

## Demografische ontwikkeling
- Bronnen:NIS, Opm:1831 tot en met 1970=volkstellingen

## Erfgoed
De Saint-Pierrekerk werd gebouwd in 1712 waarbij gebruik werd gemaakt van bouwmateriaal van een eerder kerkgebouw. De kerktoren heeft een merkwaardige rondgang aan de buitenkant met aan een zijde een loggia. Deze constructie diende voor de verering van relieken. Binnen in de kerk is er een polychroom barokaltaar van de houtsnijder Jean-Georges Scholtus.

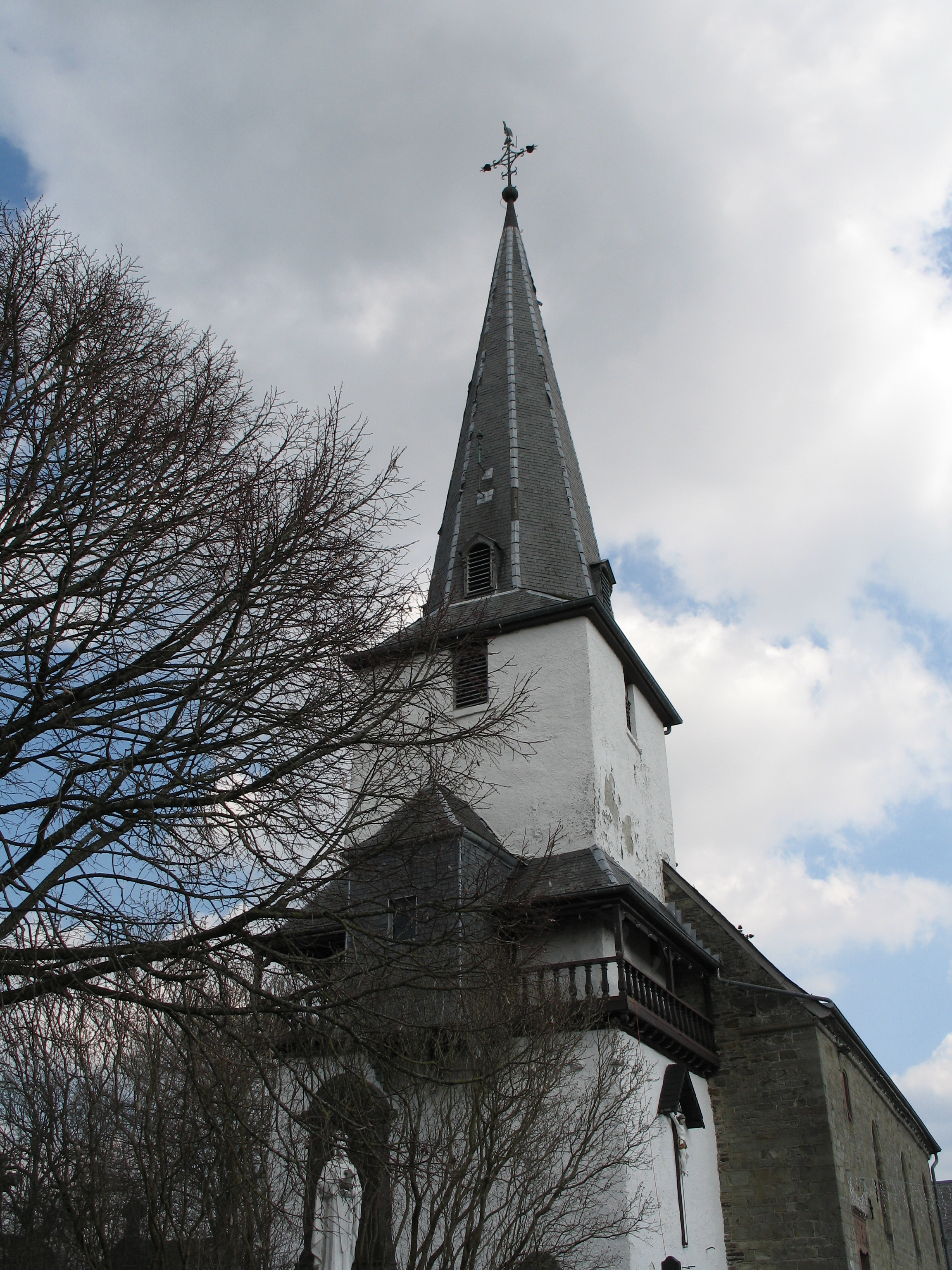
De kerk van Beho